# Rabila
Rabila là một chi bướm đêm thuộc họ Noctuidae.

## Loài
- Rabila albiviridis Hampson, 1916
- Rabila frontalis Walker, 1865